# Ratpenat d'espatlles grogues de Mistrató
El ratpenat d'estrelles grogues de Mistrató (Sturnira mistratensis) és una espècie de ratpenat de la família dels fil·lostòmids. És endèmic de Colòmbia. El seu hàbitat natural són els boscos primaris. Es desconeix si hi ha cap amenaça significativa per a la supervivència d'aquesta espècie.